# The Hollywood Reporter
The Hollywood Reporter ist eine Fachzeitschrift der Filmindustrie in den Vereinigten Staaten. Im September 1930 veröffentlichte der ehemalige Filmverkäufer William R. „Billy“ Wilkerson die Erstausgabe. The Hollywood Reporter ist eine Publikation von The Nielsen Company.

## Geschichte
The Hollywood Reporter war die erste tägliche Zeitung der Unterhaltungsindustrie in Hollywood. Wilkerson leitete die Zeitschrift bis zu seinem Tod 1962. Danach wurde seine Frau, Tichi Wilkerson, Verlegerin und Herausgeberin. Sie verkaufte die Zeitschrift Ende der 1980er Jahre. Neuer Herausgeber war Teri Ritzer und der Verleger Robert Dowling. Dowling ging 2005 in Ruhestand, Tony Uphoff übernahm die Position 2006.
Von 1995 bis 2005 zeichnete The Hollywood Reporter Nachwuchsstars mit dem YoungStar Award aus.